# Сахаров, Анатолий Николаевич
Анато́лий Никола́евич Са́харов (3 [16] июля 1905, Архангельск, Архангельская губерния — 6 ноября 1953, остров Диксон) — капитан дальнего плавания советского торгового флота, участник арктических экспедиций, полярный исследователь.

## Биография

### Детство
Анатолий Николаевич Сахаров родился в семье потомственного моряка Николая Максимовича Сахарова, участника экспедиции Георгия Седова к Северному полюсу.
Ходить в море начал с пятнадцати лет учеником матроса на маленьких деревянных рыболовных парусниках.

### Образование
Он хорошо учился в гимназии и подал заявление в Горный институт, но принят не был. Поступил на судоводительское отделение Архангельского техникума водных путей сообщения, который окончил в 1925 году. Овладел латынью, а также английским, немецким, французским и испанским.

### Трудовая деятельность до участия в спасении «Г. Седова»
С 1925 года, после окончания техникума служил на судах матросом, плотником, боцманом, третьим, вторым, а затем и старшим штурманом.
С 1925 по 1926 г. — матрос парохода «Яков Свердлов».
В 1927 г. — матрос парохода «Профсоюз».
В 1927 г. — призван проходить срочную службу в РККА.
С 1927 по 1929 г. — в 101-го артиллерийском полку 2-й кавалерийской дивизии: командир взвода. По возвращении со службы в армии снова вернулся в судоходство.
В 1929 году — 2-й штурман парохода «Сосновец».
В 1931 году — старший штурман парусно-моторной шхуны «Белуха», капитаном которой был Артур Карлович Бурке. В связи с болезнью Бурке по его рекомендации в 26-летнем возрасте становится капитаном «Белухи». В этот период подвергался гонениям.
В августе 1934 года приглашён Всесоюзным арктическим институтом на службу капитаном гидрографического судна «Пахтусов». Именно под его руководством в Карском море работала экспедиция известного океанографа, доктора географических наук Якова Яковлевича Гаккеля, что сблизило их и они стали хорошими друзьями.
После свадьбы, в ноябре 1934 года, Сахаров «решил перейти работать на берег»: возглавлял проектно-конструкторское бюро Общества спасания на водах (ОСВОД) и создавал проекты судов до 1935 года. Под его руководством был разработан траулер для перевозки живой рыбы. После ему пришлось вновь вернуться к должности судоводителя — в мае 1935 года снова оказался на капитанском мостике, а через 2 месяца, с 28 июля 1935 года А. Н. Сахаров поступает в распоряжение Главсевморпути и становится старшим штурманом на зверобойном судне «Нерпа», затем 2-м штурманом на ледорезе «Фёдор Литке» у капитана Юрия Константиновича Хлебникова, старшим штурманом на ледокольном пароходе «Садко» (капитан Николай Иванович Хромцов). Назначен капитаном ледокольного парохода «Александр Сибиряков». За это время успел побывать в Норвегии, Германии, Франции, Голландии, Бельгии, Испании, Северной Африке. Став капитаном в двадцать шесть лет, он был судоводителем без единой аварии в течение двадцати двух лет, до самой смерти.

### Участник спасения ледокольного парохода «Георгий Седов» (Дрейф «Седова»)
В 1939 году, во время легендарного дрейфа «Седова», Анатолий Сахаров был назначен капитаном грузового парохода «Сталинград». Капитаном дрейфующего в то время «Георгия Седова» был Константин Сергеевич Бадигин. Экипажу «Сталинграда» была поставлена задача снабжать пресной водой и углем ледокол «Иосиф Сталин» (капитан Михаил Прокофьевич Белоусов), который пробивался для спасения к «Седову». После благополучного завершения дрейфа «Седова» суда «Сталинград», «Иосиф Сталин» и «Георгий Седов» прибыли в Баренцбург на Шпицбергене, где у Сахарова возник конфликт с И. Д. Папаниным и Сахаров на время был отстранён от командования судном и списан на берег. Команда осталась без наград за спасение «Седова». Но через семь месяцев Папанин восстановил Анатолия Николаевича в прежней должности. В то же время капитан ледокола «И. Сталин» М. П. Белоусов был удостоен звания Героя Советского Союза.
После восстановления Сахарова в должности ему предложили стать капитаном ледокольного парохода «Александр Сибиряков». В этой должности его и застала Великая Отечественная война.

### Деятельность в период ВОВ

#### Деятельность до участия в конвоях QP-4 и PQ-18 (1941)
Войну «Сибиряков» встретил на рейде в Архангельске напротив Соломбалы во время погрузки. Судно перевели на военное положение, команде выдали военную форму, а капитану вручили секретный пакет до особого распоряжения. 19 июля 1941 года, закончив погрузку, «Сибиряков» под командованием капитана А. Н. Сахарова снялся в рейс на Новую Землю. На «Сибирякове» капитан Сахаров успел сделать только 2 рейса.

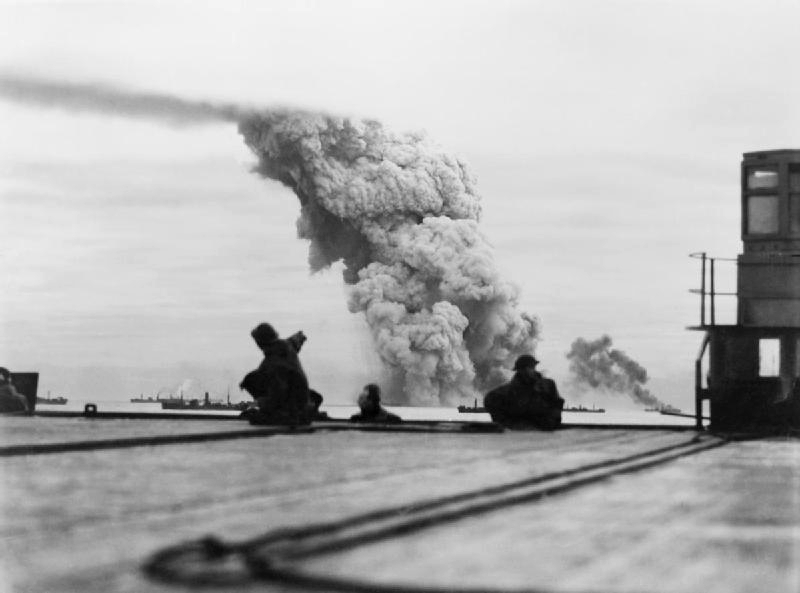
Атака на конвой PQ-18. Сентябрь 1942 года

#### Участие в конвоях QP-4 и PQ-18 (1941—1942)

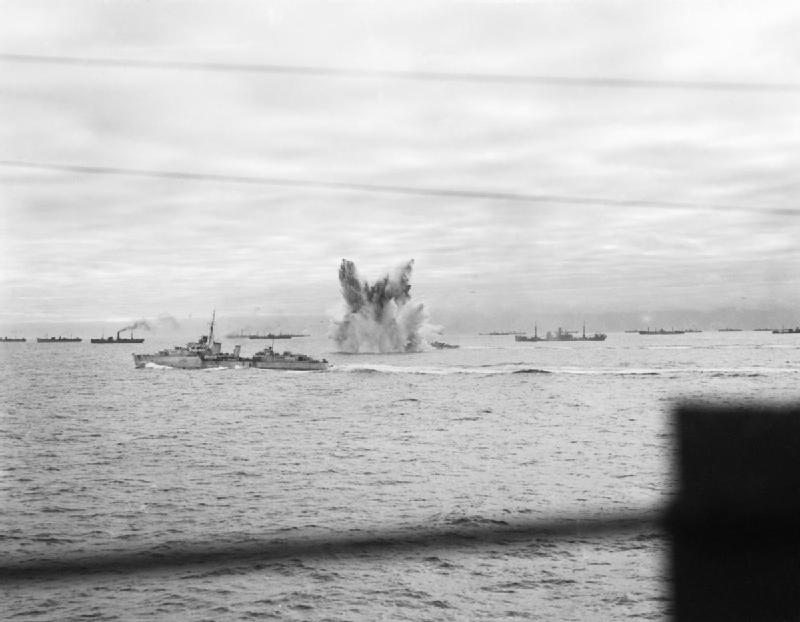
Атака на конвой PQ-18. Сентябрь 1942 года

В декабре 1941 года управление Главсевморпути спешно назначает А. Н. Сахарова капитаном грузопассажирского парохода «Сталинград» вместо Л. К. Шарбаронова, давнего друга Сахарова, которому закрыли визу. Корабль перешёл в подчинение конвойной службе Северного флота для перевозок военных грузов из Великобритании и США в Советский Союз по программе ленд-лиза. 27 декабря из Архангельска вышел конвой QP-4 в составе 13 судов. «Сталинград» должен был в конвое QP-4 идти в Англию, подремонтироваться и потом в составе обратного конвоя доставить военные грузы в Архангельск. 12 февраля 1942 года, взяв груз, «Сталинград» вышел из Мурманска в составе конвоя QP-4 в рейс на Англию под охраной британского военного эскорта. 14 февраля пароход безнадежно отстал (из-за неподходящей конструкции «ледового винта») от ушедшего на запад каравана и затерялся в Баренцевом море.
25 февраля у мыса Ланганес корабль наскочил на минную балку из-за бездействующего маяка англичан и отсутствия должных карт. С прибывшими на британском корвете представителями местной власти произошёл конфликт из-за отсутствия должной встречи и пьяного британского лоцмана, который был с позором изгнан. Капитан Сахаров передал командиру английского корвета официальный протест по случаю отсутствия на британских картах обозначений минного заграждения у Ланганеса, и тот обещал передать протест своему командованию. Возможно, в результате при распределении мест в порядке конвоя судну Сахарова выделили одно из самых торпедоопасных мест — в середине крайней к открытой воде 10-й колонны. Британцы полностью убрали из двух опасных рядов свои корабли, оставив лишь британский флагман 9-го ряда, в то время как в других рядах британские корабли присутствовали полностью.
7 сентября транспорты конвоя PQ-18 вышли в море из Рейкьявика и уже 13 сентября нагруженный взрывчаткой теплоход «Сталинград» был торпедирован немецкой подводной лодкой U-408.

#### Служба после участия в конвоях QP-4 и PQ-18 (1942—1945)
В конце сентября 1942 года А. Н. Сахаров уволен из Главсевморпути и поступает на военную службу в звании лейтенанта. Направлен на Северный флот. Там он служит морским военным лоцманом и занимается проводкой иностранных судов вплоть до окончания войны.

### Трудовая деятельность после окончания ВОВ
С 3 сентября 1945 г., после демобилизации из Военно-морского флота, А. Н. Сахаров вновь стал капитаном дальнего плавания в структуре «Севгосморпароходства».
За период с 1945 по 1953 год (8 лет) побывал капитаном 18 судов — пароходов и теплоходов: «Юшар», «Адмирал Синявский», «Ястреб», «Смоленск», «Академик Комаров», «Мироныч», «Петровский», «X. Диас», «Правда», «Молотов», «Волга», «Вятка», «Карелия» и др.
Последним его судном был пароход «Кировоград», на котором он и скончался 6 октября 1953 года, исполняя свой долг.
Похоронен в городе Архангельск.

## Награды
- Крест «За выдающиеся заслуги» (Великобритания) с надписью «Capt A.N.Sakharov, S.S. Stalingrad / 1943» (1943) (Коллекция Северного морского музея);
- Медаль «За оборону Советского Заполярья».